# Paracontias vermisaurus
Espèce
Statut de conservation UICN

 DD  : Données insuffisantes
Paracontias vermisaurus est une espèce de sauriens de la famille des Scincidae.

## Répartition
Cette espèce est endémique du Nord-Est de Madagascar.

## Étymologie
Le nom spécifique vermisaurus vient du latin vermis, le ver, et du grec sauros, le lézard, en référence à l'aspect de ce saurien.

## Publication originale
- Miralles, Köhler, Vieites, Glaw & Vences, 2011 : Hypotheses on rostral shield evolution in fossorial lizards derived from the phylogenetic position of a new species of Paracontias (Squamata, Scincidae). Organisms Diversity & Evolution, vol. 11, p. 135-150.